# Samtgemeinde Oberharz
De Samtgemeinde Oberharz was een Samtgemeinde in de Duitse deelstaat Nedersaksen. Het was een samenwerkingsverband van vier kleinere gemeenten in het Landkreis Goslar. Het bestuur was gevestigd in Clausthal-Zellerfeld. 
De Samtgemeinde werd op 31 december 2014 opgeheven en op 1 januari 2015 omgezet naar de gemeente-eenheid „Berg-und Universitätsstadt Clausthal-Zellerfeld“. 

## Deelnemende gemeenten
- Altenau
- Clausthal-Zellerfeld
- Schulenberg im Oberharz
- Wildemann

Altenau · Bad Harzburg · Braunlage · Clausthal-Zellerfeld · Goslar · Harz (gemeentevrij gebied) · Langelsheim · Liebenburg · Schulenberg im Oberharz · Seesen · Wildemann